# Tadeusz Józefat Ścibor-Bogusławski

herb Ostoja

Tadeusz Józefat Ścibor-Bogusławski herbu Ostoja (ur. 4 lipca 1899, zm. 18 listopada 1992) – porucznik Wojska Polskiego, odznaczony Krzyżem Walecznych. Dziedzic Wilkowic.

## Życiorys
Syn Anny z Lochmanów i Stanisława Bogusławskich. Potomek w piątym pokoleniu Franciszka Ścibor-Bogusławskiego h. Ostoja, rotmistrza w konfederacji barskiej. Urodził się w Wilkowicach. Przed 1918 r. był uczniem Gimnazjum Mickiewicza w Warszawie, gdzie należał do POW. Mając 19 lat wstąpił na ochotnika do 4 pułku Ułanów Zaniemeńskich. Uczestniczył w wojnie polsko-bolszewickiej. Brał udział w zdobywaniu Wilna i ofensywie na wschód, aż nad Berezynę. Brał udział w Bitwie Warszawskiej. Walczył pod Mińskiem Litewskim w 1919 r. Odznaczony został Krzyżem Walecznych. Uczestniczył w zdobywaniu Wilna.
Po wojnie ukończył  Państwową Szkołę Gospodarstwa Wiejskiego w Cieszynie (1925). Dwa lata później zawarł  związek małżeński z Janiną z Ursyn Pruszyńskich h. Rawicz. Do 1932 r. był instruktorem rolnym w Łęczycy. Po śmierci ojca Stanisława w 1936 r. Tadeusz Bogusławski zarządzał majątkiem Wilkowice do wybuchu II wojny światowej. W 1939 r. wstąpił do wojska. Brał udział w obronie Warszawy w szeregach 1 pułku szwoleżerów im. J. Piłsudskiego. Po klęsce wrześniowej został jeńcem oflagu II C w Woldenbergu (nr obozowy 591).
Dnia 1 stycznia 1946 r. awansował do stopnia porucznika kawalerii na podstawie rozkazu gen. T. Bora-Komorowskiego w Londynie. Po powrocie do kraju w 1946 r. pracował w wielu Państwowych Gospodarstwach Rolnych na terenach odzyskanych m.in.: Krokowa, Łebunia, Małoszyce, Bałoszyce, Gajewo, Bałcyny, Gierzwałd. W 1970 r. wraz z rodziną przeprowadził się do Częstochowy gdzie po 22 latach zmarł i został pochowany na tamtejszym cmentarzu Kule.

## Życie prywatne
Synowie Janiny i Tadeusza Bogusławskich: 1. Włodzimierz (ur. 1929), który z żony Marii Wójcik ma synów – Wojciecha (ur. 1954), ożenionego z Martą Bajor i Jana (ur. 1956), ożenionego z Anną Drabik; 2. Wiesław (ur. 1930), który z żony Longiny Szlachcic ma córki – Małgorzatę (ur. 1956), za Wojciechem Kasprzyckim i Annę (ur. 1968), za Krzysztofem Janosikiem oraz syna Andrzeja Bogusławskiego (ur. 1962), ożenionego z Elżbietą Bonek.